# Marian Cholewa (1943–2008)

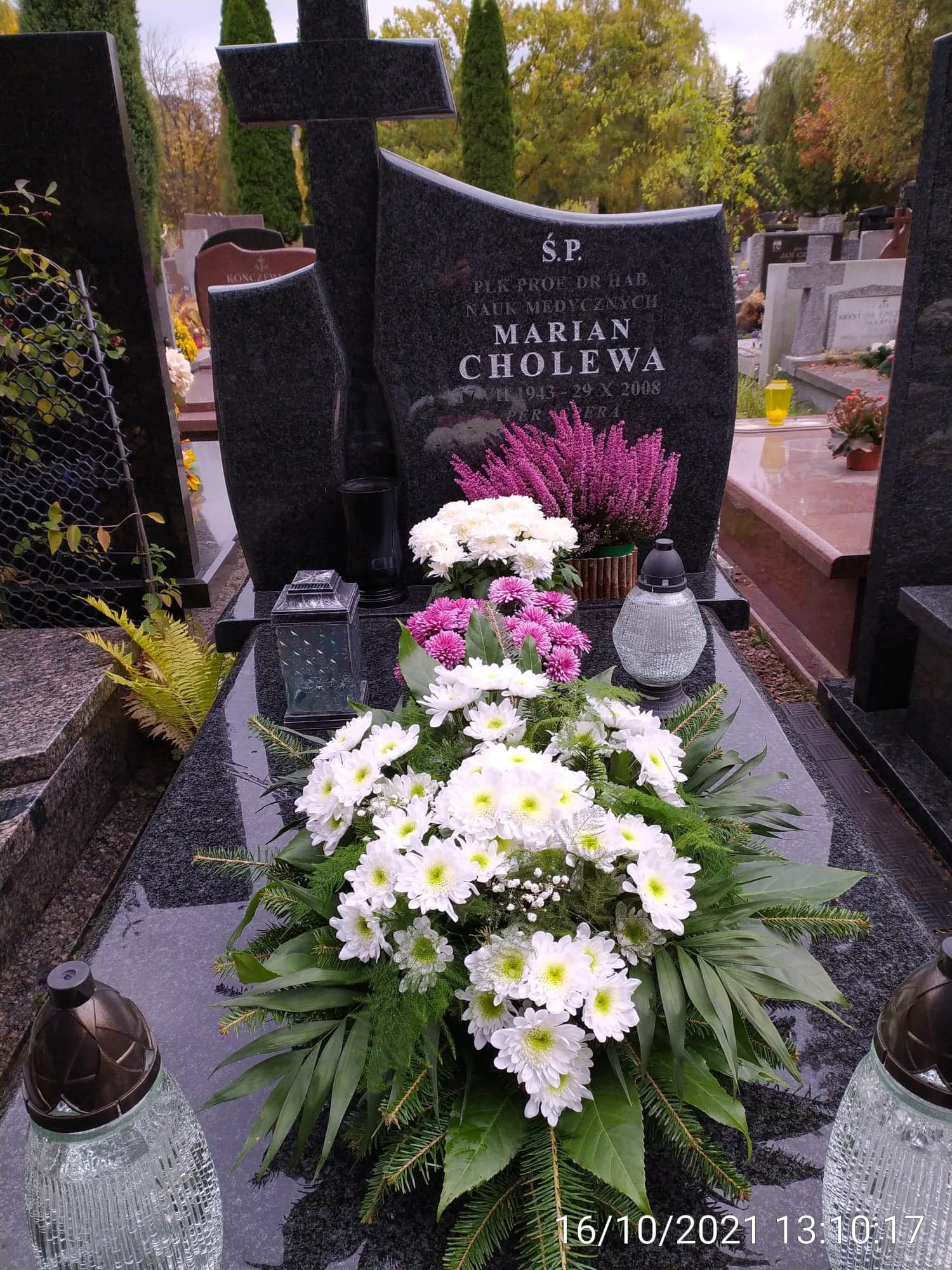
Grób Mariana Cholewy na Cmentarzu Wojskowym na Powązkach

Marian Cholewa (ur. 1943, zm. 29 października 2008) – pułkownik, prof. dr hab. n. med., internista, kardiolog, kierownik Kliniki Chorób Wewnętrznych i Kardiologii WIM, absolwent WAM. 
Jest pochowany na Cmentarzu Wojskowym na Powązkach (kwatera FII-rząd 7 grób 8).